# 刺稃拂子茅
刺稃拂子茅（学名：Calamagrostis macrolepis var. rigidula）为禾本科拂子茅属下的一个变种。

## 扩展阅读
- 維基物種上的相關：刺稃拂子茅